# راجات كابور
راجات كابور (بالهندية: रजत कपूर)‏ (بالإنجليزية: Rajat Kapoor)‏ هو مخرج وممثل هندي، ولد في 11 فبراير 1961 بدلهي في الهند.

## أعمال

### أفلام
- (2015) رؤية[4]

## وصلات خارجية
- راجات كابور على موقع IMDb (الإنجليزية)
- راجات كابور على موقع ألو سيني (الفرنسية)
- راجات كابور على موقع أول موفي (الإنجليزية)
- راجات كابور على موقع قاعدة بيانات الأفلام السويدية (السويدية)
- راجات كابور على موقع قاعدة بيانات الفيلم (الإنجليزية)
- راجات كابور على موقع كينوبويسك (الروسية)